# Матричная теорема о деревьях
Матричная теорема о деревьях или теорема Кирхгофа — даёт выражение на число остовных деревьев графа через определитель определённой матрицы.
Доказана Густавом Кирхгофом в 1847 году; мотивировкой этой теоремы послужили расчёты электрических цепей.

## Формулировка
Пусть {\displaystyle G} — связный помеченный граф с матрицей Кирхгофа {\displaystyle M}. Все алгебраические дополнения матрицы Кирхгофа {\displaystyle M} равны между собой и их общее значение равно количеству остовных деревьев графа {\displaystyle G}.

## Пример
| граф                                                                                 | 3 его остовных дерева                                                 | 3 его остовных дерева                                                               | 3 его остовных дерева                                                           |
| ------------------------------------------------------------------------------------ | --------------------------------------------------------------------- | ----------------------------------------------------------------------------------- | ------------------------------------------------------------------------------- |
| {\displaystyle {\begin{matrix}1&&4\\\mid &\smallsetminus &\mid \\2&-&3\end{matrix}}} | {\displaystyle {\begin{matrix}1&&4\\\mid &&\mid \\2&-&3\end{matrix}}} | {\displaystyle {\begin{matrix}1&&4\\\mid &\smallsetminus &\mid \\2&&3\end{matrix}}} | {\displaystyle {\begin{matrix}1&&4\\&\smallsetminus &\mid \\2&-&3\end{matrix}}} |

Для графа G с матрицей смежности
{\displaystyle A={\begin{bmatrix}0&1&1&0\\1&0&1&0\\1&1&0&1\\0&0&1&0\end{bmatrix}}} 
получаем:
{\displaystyle M={\begin{bmatrix}2&-1&-1&0\\-1&2&-1&0\\-1&-1&3&-1\\0&0&-1&1\end{bmatrix}}}.
Алгебраическое дополнение, например, элемента M1, 2 есть {\displaystyle (-1)^{(1+2)}{\begin{vmatrix}-1&-1&0\\-1&3&-1\\0&-1&1\end{vmatrix}}=3}, что совпадает с количеством остовых деревьев.

## Следствия
Из матричной теоремы выводится
- Формула Кэли — число остовных деревьев полного графа {\displaystyle K_{n}} равно {\displaystyle n^{n-2}}.
- Число остовных деревьев полного двудольнoгo графа {\displaystyle K_{m,n}} равно {\displaystyle m^{n-1}\cdot n^{m-1}}.

## Обобщения
Теорема обобщается на случай мультиграфов и взвешенных графов. 
Для взвешенного графа алгебраические дополнения элементов матрицы Кирхгофа равны сумме по всем остовным деревьям произведений весов всех их рёбер. 
Частный случай получается, если взять веса равными 1: сумма произведений весов остовов будет равна количеству остовов.